# ラッパウニ
ラッパウニ（喇叭雲丹、学名：Toxopneustes pileolus）は、ラッパウニ科に属する熱帯系のウニの一種。短い棘を持つ大型種で、有毒である。表面はラッパ型の叉棘（さきょく）に覆われる。

## 特徴
殻は円形でやや扁平、殻径は約10cm。棘は短く、先端は鈍く、黄色から緑で白い筋が入る。生きているときにはラッパ状の構造が表面のほぼ全体を覆う。これがラッパウニの名の由来である。これは棘よりやや短い程度の柄の先端に円盤が乗った形をしている。
これは叉棘（さきょく）といわれるもので、ウニやヒトデには広く見られるものである。基本的には単なる棘でなく、先端に2～3本の枝があり、その基部には関節があり、ピンセットのように動かすことが可能な構造である。普通のウニではこれはごく小さくて目立たない。しかし本種の場合はこれがいわゆる棘に近く、先端にある三本の枝が長く大きく水平に広がるだけでなく、その間に皮膚がつながり全体が円盤状となっている。内側は褐色を帯び、その外周が白くなっているために非常に目立つ。この叉棘には毒腺がある。

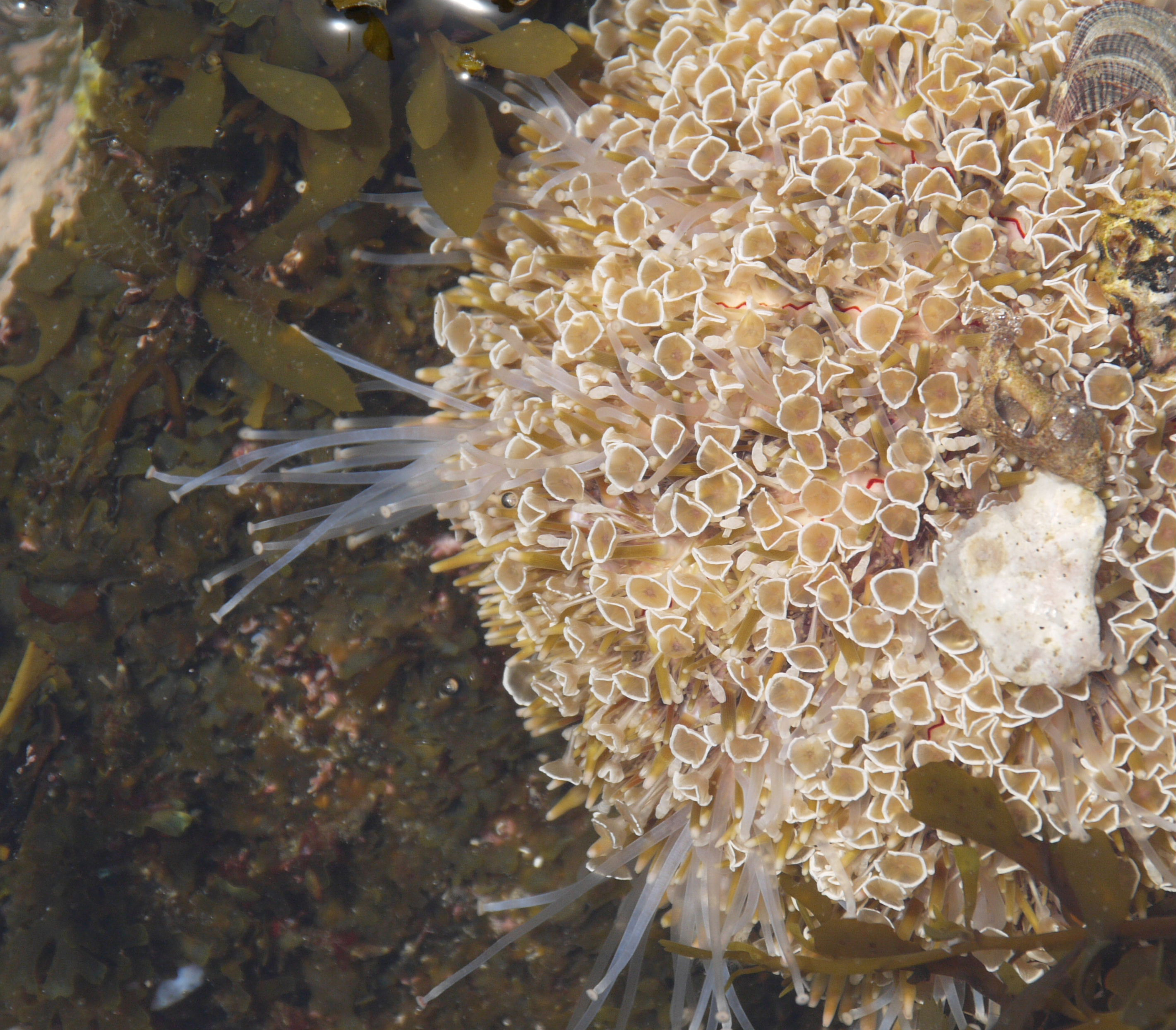
管足が伸びている状態

管足はよく発達し、棘の数倍も伸びる。見かけでは、外側が叉棘に覆われていて棘が目立たず、さらに管足が多量に伸びていて、体表面に棘が優占する一般的なウニとは異なった外見を呈する。

## 生息環境
岩礁海岸の潮間帯から潮下帯に見られる。岩の上に付着しており、往々にして殻の上に貝殻などのゴミを管足で引きつけて乗せている。これはカモフラージュのためと考えられている。

## 分布
どちらかといえば熱帯系の種で、サンゴ礁に多い。日本では房総半島、相模湾までの本州南岸以南に見られるが、多くない。琉球列島ではより普通に見られる。国外ではインド洋から西太平洋にかけて分布する。

## 近縁種等
同属のシラヒゲウニ（T. gratilla (L.)）も短い棘を持つ大柄なウニで、やはり暖かい海域で普通にみられるが、ラッパ状の叉棘を持っていないので混同することがない。

## 毒性
上記のように叉棘が毒腺を持っている。叉棘の枝のそれぞれの先端がやや内側に曲がって尖っており、これを内側に曲げてつまむようにすることで、毒を注入する。ガンガゼのようにウニの棘が刺さるのではなく、このような動作のために毒を受けるので、刺すと言うより咬むに近い。したがって手で触れたらその瞬間に刺されるというようなことはない。もちろんこれは素手でさわることを奨励するものではない。棘そのものではないから、手袋をすれば問題は少ない。
刺されてすぐは、その部分に疼痛を感じ、多少腫れることがある程度で、瞬時に激痛が走るガンガゼなどに比べると怖さは感じにくい。しかし神経毒であり、次第にしびれを生じたり、息切れが激しくなったり痙攣が起きたりと言った全身の症状を呈することがある。ダイバーが刺されておぼれ死んだという事例もあるという。ただし個人差があるようで、何らの症状が出ないこともある。
なお、近縁のシラヒゲウニも同様の毒を持っているが、被害は少なく、希に食用の生殖腺を取り出す際に叉棘がこれに混入し、食べたときに口中を刺される事故があるという。